# Carol Reed
Carol Reed, född 30 december 1906 i Putney i London, död 25 april 1976 i Chelsea i London, var en brittisk (engelsk) filmregissör, filmproducent och manusförfattare.

## Biografi
Det var tänkt att Reed skulle bli lantbrukare, och efter sin examen vid King's School i Canterbury skickades han till USA för att praktisera på en kycklingfarm. Men hans kärlek till teatern tog överhand och efter sex månader återvände han till England där han påbörjade en karriär som skådespelare. Reed gjorde scendebut i London 1924. 
Reed började som regissörsassistent i början av 1930-talet och avancerade till regissör 1935 och fick bättre och bättre rykte om sig.
Under andra världskriget arbetade Reed för brittiska arméns filmavdelning och gjorde ett par propagandafilmer för nya rekryter. Tillsammans med Garson Kanin gjorde han 1945 den Oscarbelönade krigsdokumentären Den stora invasionen (The True Glory).
Åren 1943–1947 var Reed gift med den brittiska skådespelerskan Diana Wynyard.
Reed hade sina största framgångar i slutet av 1940-talet med filmer som Den tredje mannen (1949).
År 1959 blev Reed den förste brittiske filmregissör som adlades.
Vid Oscarsgalan 1969 belönades med en Oscar för bästa regi för Oliver!, filmversionen av musikalen med samma titel.

## Filmografi i urval
- 1938 – Bank Holiday
- 1940 – Stjärnorna blicka ned
- 1940 – Nattexpress
- 1941 – Mr Kipps
- 1942 – Moln över England
- 1944 – Ödets män
- 1945 – Den stora invasionen (dokumentärfilm; ej krediterad)
- 1947 – En natt att leva
- 1948 – Ögonvittnet
- 1949 – Den tredje mannen
- 1953 – Träffpunkt Berlin
- 1955 – Önska vad du vill
- 1956 – Trapets
- 1958 – Nyckeln
- 1959 – Vår man i Havanna
- 1962 – Myteriet på Bounty (ersatt av Lewis Milestone; ej krediterad)
- 1965 – Vånda och extas
- 1968 – Oliver!
- 1972 – Ett steg efter